# Enrichetto dal ciuffo

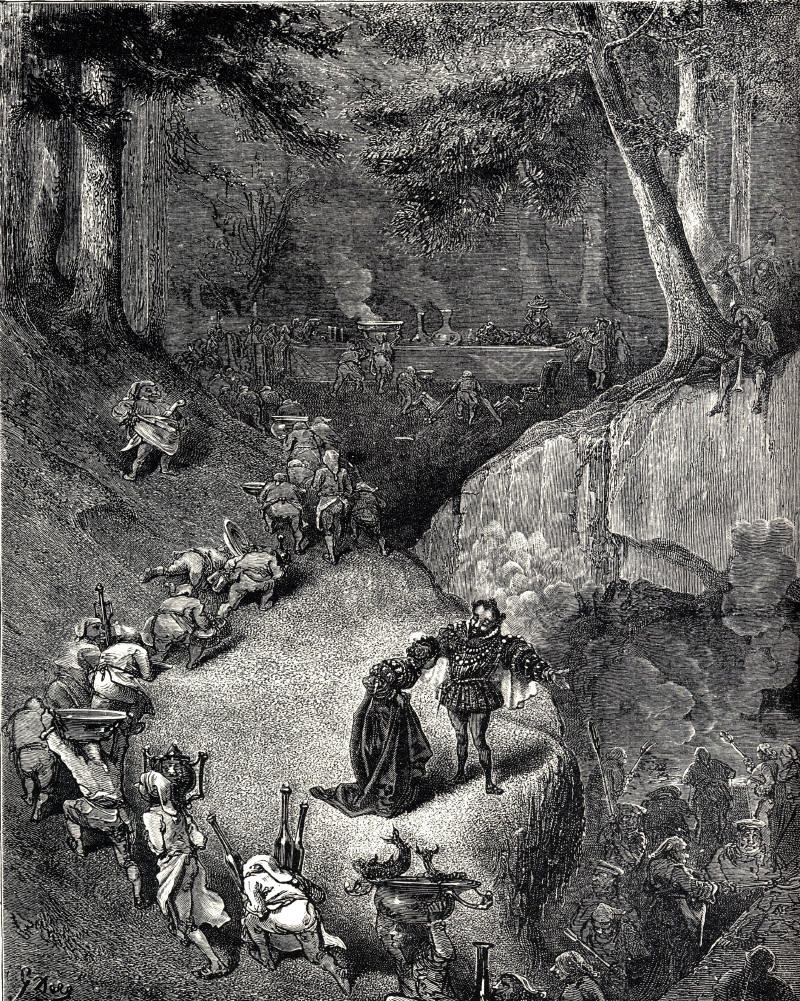
Un'illustrazione della fiaba a opera di Gustave Doré

Riquet à la houppe (Enrichetto dal ciuffo) è il titolo di una fiaba popolare francese, resa celebre dalla versione di Charles Perrault del 1697.
Il tema centrale è la metamorfosi. In particolare Perrault sottolinea che la bellezza morale o fisica non esiste, se non negli occhi di chi guarda.

## Trama
Una regina ebbe un figlio brutto e malfatto. Per consolarla una fata le promise che suo figlio sarebbe stato pieno di spirito e di intelligenza, e avrebbe avuto il potere di dare altrettanto spirito e intelligenza alla persona che avrebbe maggiormente amata. Il bambino venne chiamato Enrichetto dal ciuffo, perché era nato con un solo ciuffo di capelli.
Anni dopo, la regina di un regno vicino ebbe due figlie: delle due la stessa fata annunciò che la prima sarebbe stata bella ma molto sciocca, la seconda bruttissima, ma intelligente e spiritosa.  
Un giorno la principessa bella si trova in un bosco a piangere sulla sua disgrazia e incontra il principe Enrichetto che, avendone visto il ritratto, se n'era subito innamorato. Il principe, vedendo che la fanciulla era triste e malinconica per via della sua stupidità, le rivelò il suo potere di renderla intelligente e le propose di sposarla alla fine dell'anno.
La principessa, proprio per il suo poco spirito, pensò che la fine dell'anno non sarebbe mai venuta e accettò la proposta. Da quel momento divenne tanto intelligente che il re prese a consultarla per i suoi affari di Stato, la sorella brutta ne venne offuscata. In compenso essere intelligente la rese molto selettiva, tanto che rifiutava tutti suoi pretendenti non ritenendoli abbastanza intelligenti per lei.
L'anno trascorse, la principessa passò nuovamente nel bosco in cui aveva incontrato Enrichetto, ed allora la terra si aprì rivelando numerosi uomini che lavoravano a preparare le nozze di Enrichetto dal ciuffo: di ciò la principessa non aveva più tenuto conto avendo dimenticato tutte le sue sciocchezze passate. All'arrivo di Enrichetto lei confessò di non essersi ancora decisa, né quando era stata sciocca con altre persone né da intelligente con lui, e di accettare il rimprovero per la promessa mancata. Enrichetto, ribadendo come non fosse giusto che chi era intelligente fosse svantaggiato rispetto a chi non lo era, le chiese se intanto le piacesse qualcosa di lui, e la Principessa riferì di trovarlo un uomo nobile, capace e garbato. A quel punto Enrichetto le riferì il potere che la fata le aveva dato, e la principessa lo fece diventare il più bello del mondo.
I due si sposarono, ma la metamorfosi non fu dovuta al potere delle fate, ma solo alla forza dell'amore. Infatti la principessa divenuta intelligente, avendo riflettuto sulla perseveranza del suo innamorato e su tutte le buone qualità del suo animo, non vide più né la deformità del suo corpo, né la bruttezza del suo viso.